# Channing Tatum
Channing Matthew Tatum (født 26. april 1980) er en amerikansk skuespiller, filmproducer og danser. Han begyndte sin karriere som model før han gik til filmen med roller i film, som fx She's the Man (2006), Step Up (2006), Fighting (2009), G.I. Joe: The Rise of Cobra (2009), Public Enemies, Dear John (2010), Magic Mike (2012) og Magic Mike XXL (2015)

## Opvækst
Tatum blev født i Cullman, Alabama, søn af Kay Tatum, lufthavnsarbejder og Glenn Tatum, som var bygningsarbejder. Han har også en søster ved navn Paige. Hans forfædre var fra Irland, Frankrig Tatums familie flyttede til Mississippi, da han var seks år gammel og han voksede op ved et bayou i nærheden af Mississippifloden, og har udtalt at han nød de landlige omgivelser.
Tatum var meget aktiv, imens han voksede, da han spillede amerikansk fodbold, fodbold, atletik, baseball og gik til forskellige former for kampsport, som fx kung fu. Tatum tilbragte det meste af sine teenageår i Tampa-området, Florida og gik først på Gaither High School, men skiftede til Tampa Catholic High School. Han blev student i 1998 og blev årets bedste sportsmand. Bagefter dette blev Tatum tildelt et football-legat til Glenville State College i Glenville, West Virginia, men han afslog. Han vendte i stedet hjem og arbejdede mange forskellige og mærkværdige steder, så som stripper på den lokale stripklub under navnet "Chan Crawford", skriver magasinet US Weekly. Han flyttede senere til Miami, hvor han blev opdaget på gaden af talentspejder.

## Karriere

### 2000-2003
Tatums første job blev som danser i Ricky Martins musikvideo til sangen She Bangs, efter at være blevet udvalgt efter en audition i Orlando, Florida; han fik omkring 2.000 kr. for jobbet. Hans første modeljob blev som model for bl.a. Armani and Abercrombie & Fitch. Han fik snart jobs inden for tv-reklamer, hvor han bl.a. var medvirkende i de amerikanske reklamer for Mountain Dew og Pepsi i 2002.[kilde mangler] Han skrev efterfølgende kontrakt med modelbureauet Page 305 i Miami, hvilket gav ham modeljobs i modebladet Vogue. Han medvirkede også snart i kampagner fra Abercrombie & Fitch, Nautica, Dolce & Gabbana, American Eagle Outfitters og Emporio Armani. Han blev af bladet Tear Sheet valgt til "50 Most Beautiful Faces" i oktober 2001. Tatum har haft skrevet kontrakt med Beatrice Modelbureauet i Milano og med Ford Models i New York City. 
Tatum har også udtalt at hans modelkarriere har hjulpet ham med hans liv, og uddyber: "Det har gjort mit liv og min families liv, meget lettere, fordi jeg aldrig har vidst, hvad jeg ville lave og nu behøver de ikke rigtig bekymre sig for mig mere. Jeg har været i stand til at udforske livet og igennem udforskningen, har jeg opdaget at jeg elsker kunst, jeg elsker litteratur, jeg elsker skuespil, jeg elsker alle ting, der giver mening for mig. Og jeg har fået tildelt muligheden for at gå ud og se verdenen og se alle tingene derude. Ikke alle får den muligheden."

### 2004-2007
I 2004 begyndte Tatum sin skuespilskarriere, da han medvirkede i tv-serien CSI: Miami. Hans første rolle i en spillefilm blev i ungdomsfilmen Coach Carter, hvor han spiller Jason Lyle, en basketballspiller, overfor Samuel L. Jackson; Tatum optræder også i rapperen Twistas musikvideo til sangen Hope, som følger med til filmen. Samme år havde Tatum en rolle som elitemotorcross-racerkører i filmen Supercross og en birolle i filmen Havoc. Han er også med i sangerinden Ciaras musikvideo, Get Up, hvor også rapperen Chamillionare synger med. Selvom Tatum har sagt at han elsker modelarbejde, så har han valgt at tage en pause fra det, så han kan koncentrere sig om hans skuespillerkarriere, og siger at han vil foretrække at lave flere "modne" film. 
Tatum var oprindeligt blevet skrevet op til at skulle spille Genghis Khan i filmen Mongol, men han blev erstattet af skuespilleren Tadanobu Asano. Han blev snart hyret til filmen She's the Man, hvor han spiller Duke, som hovedpersonen Viola Hastings' (spillet af Amanda Bynes) er vild med. Filmen havde premiere den 17. marts 2006 og fik en succes, da den indtjente omkring 300 mio. verdenen over.
Samme år medvirkede Tatum i den romantiske dansefilm Step Up, hvor han spiller en rebelsk hip-hop-danser, der må slå sig til tåls med en partner, som er ballerina, som spilles af Jenna Dewan. Denne film indtjente lidt over 600 mio. kroner verdenen over. Senere det år spillede Tatum med i dramaet A Guide to Recognizing Your Saints sammen med Robert Downey, Jr. og Shia LaBeouf, hvor han spiller Antonio, en teenager, der på gaderne i Astoria, Queens, som bruger sine næver til at løse sine problemer. Tatum har beskrevet den sidstænvnte film som "sin første dramatiske rolle"; hans skuespil fik gode anmeldelser ved Sundance Film Festival i 2006, hvor filmen havde premiere. Den positive kritik, fortsatte, da han modtog en Independent Spirit Award-nominering i kategorien "Best Supporting Actor".

### 2008–nu
I 2008 instruerede Tatum sammen med Kimberly Peirce filmen Stop-Loss, der handler om soldater, der vender hjem efter at været i krig i Irak og igen i instruktøren Stuart Townsends film Battle in Seattle, omkring protestmøde i 1999 om World Trade Organization i Seattle. Tatum spillede med i indiefilmen The Trap, som er instrueret af Rita Wilson. Han blev også udvalgt til at spille med i filmen Poor Things, hvor andre medvirkende var Lindsay Lohan, Shirley MacLaine, Rosario Dawson og Olympia Dukakis, men var nødt til at afslå pga. manglende tid. 
Tatum og Dito Montiel, som også Tatum også arbejdede sammen med til A Guide to Recognizing Your Saints, genoptog samarbejdet til actiondramaet Fighting, hvor Tatum medvirkede som Shawn McArthur, en ung som lever af at sælge indkøbte billetter til højere pris på stadioner osv. i New York City. Tatums næste optræden var i forfatter/instruktør/producer Michael Manns krimidrama fra 2009, Public Enemies, hvor han spiller den amerikanske gangster fra 1930'erne, Pretty Boy Floyd. Samme år medvirkede Tatum som Duke i G.I. Joe: The Rise of Cobra, Paramount Pictures' live-actionfilm, som er baseret på den populære Hasbro-actiontegneserie. I 2010 spiller han også soldaten John Tyree i det romantiske drama, Dear John, som er baseret på bestselleren af samme navn af Nicholas Sparks.
I 2010 fortalte Tatum også til en australsk avis at han gerne ville lave en film omkring temaet stripning, da han nu har erfaringer inden for branchen og udtaler "Jeg har allerede bestemt hvilken instruktør, det skal være. Jeg ville godt have Nicolai Refn, som lavede filmen Bronson, til at gøre det, fordi han virker sindssyg nok til det."
Tatum og Dito Montiel vil igen arbejde sammen, når Tatum skal medvirke i actionthrilleren The Brotherhood of the Rose i 2010. Montiel vil både skrive filmmanuskriptet og instruere filmen. Bogen, som ligger til grund for filmen, er også blevet lavet til en to episoders miniserie tilbage i 1989.
Tatum blev under optagelserne til The Eagle svært forbrændt, da en arbejder på settet kom til at hælde kogende vand ned over Tatums våddragt uden først at have afkølet vandet med koldt vand fra floden, en teknik, der bruges til at holde skuespillerne varme, når de optager vandscener. Tatum forsøgte at hive våddragten væk fra sin krop, men det kogende vand fortsatte ned i Tatums våddragts skridt og forbrændte hans penis alvorligt. Tatum har kommenteret episoden ved at sige at det kogende vand "pænt meget brændte huden af min pik" og at "det var det mest smertefulde jeg nogensinde har oplevet." Ikke desto mindre har Tatum udtalt at "Nu er min penis fantastisk! Den er kommet sig ethundrede procent."
Sammen med vennerne Reid Carolin, Adam Martingano, Brett Rodriguez  og hans hustru Jenna Dewan, grundlagde Tatum sit eget produktionsselskab kaldet "33andOut Productions". Selskabets første produkt var en dokumentar kaldet Earth Made of Glass, som følger den afrikanske præsident Paul Kagame og Jean-Pierre Sagahutu. Filmen blev udvalgt til at have premiere ved Tribeca Film Festivalen i 2010.
Tatum medvirkede i 2012 sammen med Jonah Hill i filmfortolkningen af tv-serien 21 Jump Street og efterfølgeren 22 Jump Street i 2014.

## Privat
Tatum blev gift med skuespillerinden Jenna Dewan d. 11. juli 2009 i Malibu, California.. De mødtes under optagelserne til filmen Step Up, og begyndte at date efter optagelserne sluttede. Parret blev forlovet i starten af september 2008 i Maui, Hawaii og blev efterfølgende gift.
I starten af juni 2013 bekræftede Tatum og Dewan, at deres lille pige var kommet til verden d. 31 maj 2013 i London, England. Herudover har parret også afsløret, at deres datter skal hedde Everlyn .
D. 3. april 2018 offentliggjorde parret, på Instagram, deres brud med et brev.[kilde mangler]

## Filmografi
| År   | Titel                              | Rolle                     | Bemærkninger        |
| ---- | ---------------------------------- | ------------------------- | ------------------- |
| 2005 | Coach Carter                       | Jason Lyle                |                     |
| 2005 | Havoc                              | Nick                      | Direkte-til-video   |
| 2005 | Supercross                         | Rowdy Sparks              |                     |
| 2006 | She's the Man                      | Duke Orsino               |                     |
| 2006 | Step Up                            | Tyler Gage                |                     |
| 2006 | A Guide to Recognizing Your Saints | Antonio                   | Begrænset udgivelse |
| 2007 | The Trap                           | Greg                      |                     |
| 2008 | Step Up 2: The Streets             | Tyler Gage                |                     |
| 2008 | Stop-Loss                          | Steve Shriver             |                     |
| 2008 | Battle in Seattle                  | Johnson                   | Begrænset udgivelse |
| 2009 | Fighting                           | Shawn MacArthur           |                     |
| 2009 | G.I. Joe: The Rise of Cobra        | Duke/Conrad Hauser        |                     |
| 2010 | Dear John                          | John Tyree                |                     |
| 2011 | The Dilemma                        | Zip                       |                     |
| 2011 | Haywire                            | Aaron                     |                     |
| 2011 | The Eagle                          | Marcus Aquila             |                     |
| 2011 | The Son of No One                  | Jonathan White            |                     |
| 2011 | Ten Year                           | Jonathan                  |                     |
| 2012 | The Vow                            | Leo                       |                     |
| 2012 | 21 Jump Street                     | Greg Jenko / Brad McQuaid |                     |
| 2012 | Magic Mike                         | Mike Lane                 |                     |
| 2013 | White House Down                   | John Cale                 |                     |
| 2014 | The Lego Movie                     | Superman                  | Stemme              |
| 2014 | 22 Jump Street                     | Jenko                     |                     |
| 2015 | Magic Mike XXL                     | Mike Lane                 |                     |
| 2017 | Kingsman: The Golden Circle        | Tequila                   |                     |
| 2023 | Magic Mike's Last Dance            | Mike Lane                 |                     |